# Tomoyuki Tanaka
Tomoyuki Tanaka (田中 友幸 Tanaka Tomoyuki?) fue un productor de cine japonés, más famoso por crear la franquicia Godzilla. Nació en Kashiwara, Osaka, Japón, el 26 de abril de 1910, y murió en Tokio el 2 de abril de 1997. Tanaka estuvo casado con la actriz Chieko Nakakita (1926 – 2005). Murió de un derrame cerebral a la edad de 86 años.
Poco después de graduarse de la Universidad de Kansai en 1940, Tanaka se unió a Taisho Studios, que se fusionó con Tōhō en 1941. Después de cuatro años con la compañía, comenzó a producir sus propias películas, y su primer esfuerzo, Kita no san-nin, fue lanzado en 1945. En su carrera de 60 años con Toho, Tanaka produjo más de 200 películas. 

Es más conocido como el creador, junto al escritor Shigeru Kayama, el director Ishirō Honda, el escritor Takeo Murata y el director de efectos especiales Eiji Tsuburaya, de Godzilla, la encarnación de la ansiedad posterior a la Segunda Guerra Mundial. Tanaka creó Godzilla en 1954 en un esfuerzo por ilustrar el terror que sintieron los japoneses después de los bombardeos atómicos de Hiroshima y Nagasaki. En una entrevista en 1985, Tanaka resumió el simbolismo de Godzilla: 
 En aquellos días, los japoneses tenían un verdadero horror a la radiación, y ese horror es lo que hizo a Godzilla tan grande. Desde el principio ha simbolizado la venganza de la naturaleza sobre la humanidad. 
 La clásica película de 1954 Godzilla generaría una serie de secuelas, que suman 32 películas en 2019. Tanaka produjo todas las películas de monstruos de Toho. A menudo trabajó con los otros tres miembros del equipo de Godzilla: Honda, Tsuburaya y el compositor Akira Ifukube, para completar obras como The Mysterians (1957) y Matango (1963). Tanaka produjo seis películas dirigidas por el aclamado Akira Kurosawa. Su película Kagemusha (1980) fue nominada al Oscar a la Mejor Película Extranjera y se llevó la Palma de Oro en Cannes. 
La reinvención estadounidense de Godzilla en 1998 se dedicó a su memoria. 

## Filmografía seleccionada
- Kita no san-nin
- Godzilla
- Godzilla Raids Again
- Rodan
- The Mysterians
- Daikaijū Varan
- Los Tres Tesoros
- Mothra
- King Kong vs. Godzilla
- Matango
- Tengoku to jigoku
- Mothra vs. Godzilla
- Frankenstein vs. Baragon
- Kaijū Daisensō
- The War of the Gargantuas
- Gojira, Ebira, Mosura Nankai no Daikettō
- King Kong Escapes
- Kaijū-tō no Kessen Gojira no Musuko
- Kaijū Sōshingeki
- Gojira-Minira-Gabara: Ōru Kaijū Daishingeki
- Godzilla vs. Hedorah
- Chikyū Kogeki Meirei Gojira tai Gaigan
- Godzilla tai Megalon
- Godzilla vs. Mechagodzilla
- Kagemusha
- Godzilla